# Natalia Mateo
Natalia Mateo (Cuenca, 12 de diciembre de 1975) es una actriz, guionista y cineasta española.

## Biografía
Es conocida por el gran público principalmente por sus intervenciones en películas como El patio de mi cárcel, AzulOscuroCasiNegro o Siete mesas de billar francés. Su primer papel protagonista en un largometraje llegó en La vergüenza (un drama intimista dirigido por David Planell).
En Puerta de Hierro, el exilio de Perón (2012), un largometraje que relata el exilio de Juan Domingo Perón en España, Natalia Mateo interpreta a uno de los personajes principales.
Natalia Mateo trabajó en Casting, de Jorge Naranjo, donde dio vida a la directora de un casting al que acuden los protagonistas.
En 2013 fue candidata al Premio Goya al «mejor cortometraje de ficción» por Ojos que no ven.
Otra de sus facetas dentro del mundo del cine está basada en el campo del cortometraje, donde su primer trabajo como realizadora llegó como coguionista y codirectora de Test, junto con Marta Aledo. En los cortometrajes Natalia cuenta con un largo y brillante historial, habiendo trabajado en reconocidos y premiados cortos como Equipajes, Traumalogía, Exprés (de Daniel Sánchez Arévalo), Ponys, Carisma, Gris o Pichis, de Marta Aledo, del que ella además de actriz protagonista es también responsable del guion.
En cine se pudo ver también a Natalia Mateo en una breve colaboración en El idioma imposible, del director Rodrigo Rodero.
Natalia Mateo, gracias a sus trabajos en cine o televisión, ha recibido multitud de reconocimientos en forma de nominaciones o premios en festivales de cine y recientemente recibió la distinción «El cine por delante» en la octava edición del Festival Internacional de Cortometrajes de Almería. Este premio está destinado a jóvenes promesas del cine español y Natalia Mateo lo recibió por su trabajo en cintas como AzulOscuroCasiNegro, Siete mesas de billar francés, El patio de mi cárcel o La vergüenza.
En el año 2010 recibió el Primer Premio Cortometrajista Ejemplar, de Cortos con Ñ, con el que se reconoció su labor por la difusión del cortometraje en España y fue una de las ganadoras del certamen de cortos Amanece que no es corto, organizado para celebrar el vigésimo aniversario del estreno del largometraje Amanece que no es poco, con el cortometraje Qué divertido, un cortometraje que está recibiendo varios premios en su paso por festivales. Mientras, en el año 2011 ha recibido la Mención Especial de la Organización de Cortos con Ñ, y el Segundo Premio del Jurado de Red de Cortometrajes por su trabajo en el cortometraje Qué divertido.
Además, recientemente se estrenó el cortometraje Ojos que no ven ―escrito y dirigido por Natalia Mateo― que está protagonizado por Asunción Balaguer, Ana Wagener, Carlos Olalla, Luis Callejo, Esther Ortega, Raquel Pérez, su hijo Teo Planell, Canco Rodríguez y Jemima Vizcarro. En la XXV Semana de Cine de Medina del Campo este corto recibió el Roel de Oro a Mejor Cortometraje, el Premio de la Juventud y el Premio al Mejor Guion; mientras que en Madrid en Corto 2012 fue uno de los cortos ganadores y en el festival de cortometrajes «Cortos con Ñ» ha recibido una Mención Especial de la Organización.
Además, con este cortometraje Natalia Mateo recibió en el año 2011 la Mención especial del 15 Concurso Nacional de Proyectos de Cortometrajes de la XXIV Semana de Cine de Medina del Campo por el guion de este corto.
Sus trabajos más recientes como actriz en cortometrajes son Sin respuesta, de Miguel Parra (un duro relato sobre las víctimas de la crisis económica que sufre la sociedad española) y Crece, de Laura Calavia (una historia sobre el valor de la amistad).
Fuera del mundo del cine y la televisión, Natalia Mateo fue la escritora, directora y actriz de La caja superdeluxe, una comedia monólogo que se pudo ver en el microteatro PorDinero, en la que la acompañó como actriz Esther Ortega. Además, recientemente codirigió junto con Marta Aledo la obra de teatro La casa de enfrente, una obra escrita por Olga Iglesias.
Recientemente, en la edición del año 2014 del Festival de cine de Málaga recibió el Premio a la Mejor Interpretación Femenina por su trabajo en el cortometraje Sin respuesta, de Miguel Parra.
Además, en 2013 ganó ex-aecuo la Biznaga a la Mejor Interpretación Femenina por su trabajo en el largometraje "Casting", de Jorge Naranjo, junto con sus compañeras de reparto de esa película.

## Filmografía

### Cine
- 2006: AzulOscuroCasiNegro, como funcionaria (papel de reparto).
- 2007: Siete mesas de billar francés, como Julia (papel de reparto).
- 2008: El patio de mi cárcel, como Ajo (papel de reparto).
- 2009: La vergüenza, como Lucía (papel principal).
- 2010: El idioma imposible. como la chica.
- 2012: Puerta de Hierro, el exilio de Perón (largometraje argentino, con Víctor Laplace y Federico Luppi), como la modista y confidente Sofía (coprotagonista).

### Series de televisión
- Policías, en el corazón de la calle, papel episódico.
- Hospital Central, papel episódico (en 2 episodios).
- El comisario, papel episódico (en 2 episodios).
- 2006-2007: Amar en tiempos revueltos, como Amparo Balaguer (papel de reparto).
- 2008: El síndrome de Ulises, papel episódico.
- 2008: Lex, papel episódico.
- 2008: Generación DF, como Nuri.

### Cortometrajes
- 2003: Carisma, como Paca.
- 2003: Gris, como Elena
- 2003: Exprés, como Hija.
- 2005: El punto ciego, como Andrea
- 2005: Ponys, como Natalia
- 2006: Equipajes, como Bárbara
- 2007: Traumalogía, como Esther.
- 2008: Retrato de mujer blanca con navaja.
- 2008: Quid pro quo.
- 2008: Test, como directora y guionista).
- 2009: Pichis (como guionista).
- 2010: Qué divertido (como directora y guionista).
- 2011: Crece, de Laura Calavia.
- 2012: Ojos que no ven (como directora y guionista); cortometraje candidato al Premio Goya 2013 como «mejor cortometraje de ficción».
- 2013: Sin respuesta (como teleoperadora).
- 2014: Epitafios, de María Ballesteros.

## Teatro
- Los 40 el musical, como directora residente.
- La casa de enfrente, como codirectora.
- La caja superdeluxe, como actriz, directora y escritora.

## Premios y nominaciones
- Premio a Mejor Actriz por su trabajo en "Sin Respuesta", Festival de Cine de Astorga. (2014).

- Premio a Mejor Actriz por su trabajo en "Sin Respuesta", Festival de Cine de Aguilar de Campoo. (2014).

- Biznaga de Plata a Mejor Actriz en Sección Oficial de Cortometrajes por su trabajo en "Sin Respuesta", Festival de Cine de Málaga. (2014).

- Premio Cortometrajista Ejemplar, Festival de Cortometrajes Cortos con Ñ.

- Premio "El cine por delante", Octava edición del Festival Internacional de Cortometrajes de Almería.

- Premio Madrid en Corto por "Ojos que no ven", Semana del Corto de la Comunidad de Madrid.

- Premio del Jurado Joven por "Ojos que no ven", Festival de Cine de Medina del Campo.

- Premio al Mejor Guion por "Ojos que no ven", Festival de Cine de Medina del Campo.

- Premio del Público 2010 en el Festival de Cine de Alcalá de Henares por "Qué divertido".

- Premio Canal Plus 2010 en el Festival de Cine de Alcalá de Henares por "Qué divertido".

- Premio Mejor Guion por "Qué divertido", Cortogenia.

- Segundo Premio al Mejor Cortometraje por "Qué divertido", Festival de Cine de Madrid-PNR.

- Mención Especial de la Organización de Cortos con Ñ por "Qué divertido", Festival de Cortometrajes Cortos con Ñ.

- Premio Mejor Cortometraje por "Qué divertido", Festival Parla en Corto.

- Premio del Público por "Qué divertido", Festival de cortos "Villa de la Orotava".

- Mención Especial por guion de "Pichis", Festival de Cine de Málaga.

- Mención Especial por guion de "Pichis", Festival de Cine de Elche.

- Ganadora Proyecto Certamen de cortometrajes "Amanece que no es corto" por "Qué divertido".

- Nominación a Mejor Actriz de Reparto por "Casting", Premios de la Unión de Actores 2014.

- Biznaga de Plata a Mejor Actriz de Reparto por "Casting", Festival de Cine de Málaga 2013.

- Mejor Cortometraje de Ficción por "Ojos que no ven", Festival de Cine de Elche 2013.

- Nominación a Mejor Cortometraje de Ficción por "Ojos que no ven", Premios Goya 2013.

- Nominación a Mejor Actriz de reparto por "El patio de mi cárcel", Premios de la Unión de actores 2009.

- Mejor Actriz ex aequo por "Equipajes", Festival Salento Finibus Terrae.

- Mejor Actriz por "Ponys", en el Festival de Cine de Alcalá de Henares. Alcine.

- Mejor Actriz por "Ponys", Festival de cortos de Peralta.

- Mejor Interpretación femenina por "Ponys" (2005), Premios AISGE.

- Mejor Actriz por "Exprés", Certamen de cortometrajes Caja Madrid.

- Mejor Actriz por "Exprés", VII Muestra de Cinemajove de Elche.

- Mejor Actriz por "Carisma", en el Festival de Cine de Alcalá de Henares. Alcine.

- Mejor Actriz por "Carisma" (2003), Festival de Buenos Aires.

- Mejor Interpretación femenina por "Carisma" (2003), Premios "Caja Madrid", de cortometraje.